# آيسل تيمورزاده

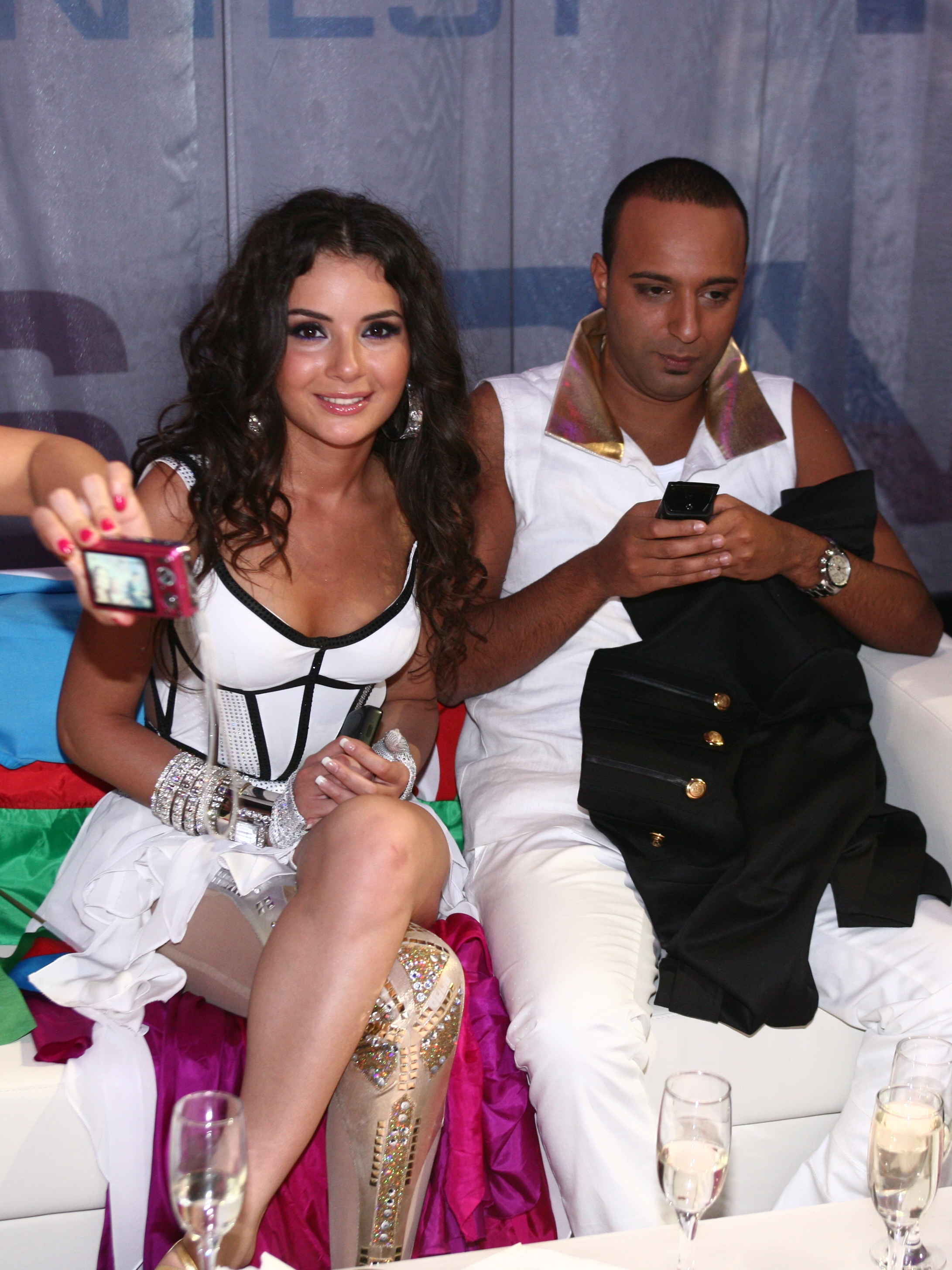
آیسل تیمورزاده

آیسل تیمورزاده (بالأذرية: Aysel Məhəmməd qızı Teymurzadə)، من مواليد 25 أبريل 1989، باكو) هي مغنية ريذم أند بلوز من أذربيجان، وقد تم اختيارها محلياً من قِبل قناة İTV لكي تمثل أذربيجان في مسابقة الأغنية الأوروبية لعام 2009 في موسكو، روسيا مع أغنيتها (Always)، أو «دائماً». آیسل هي أول مغنية تمثل البلد في مسابقة الأغنية الأوروبية.
وُلدت آیسل تیمورزاده في باكو وكانت الصغرى بين ثلاثة بنات لصحافي وأستاذ جامعي، تخرجت من مدرسة Intellect Lyceum بباكو وأمضت سنة من دراستها الثانوية في تكساس في عام 2006. تخصص آیسل حالياً في العلاقات الدولية في جامعة أذربيجان للغات.

## روابط خارجية
- آيسل تيمورزاده على موقع IMDb (الإنجليزية)
- آيسل تيمورزاده على موقع ميوزك برينز (الإنجليزية)
- آيسل تيمورزاده على موقع ديسكوغز (الإنجليزية)